# IC 2143
IC 2143 је спирална галаксија у сазвјежђу Зец која се налази на листи објеката дубоког неба у Индекс каталогу.
Деклинација објекта је - 18° 43' 33" а ректасцензија 5h 46m 52,4s. Привидна величина (магнитуда) објекта IC 2143 износи 12,6 а фотографска магнитуда 13,4. Налази се на удаљености од 40,369 милиона парсека од Сунца. IC 2143 је још познат и под ознакама ESO 554-34, MCG -3-15-13, IRAS 05447-1844, PGC 17810.